# Bromazepam
Bromazepam er et benzodiazepin der bruges som det aktive stof i lægemidlet Bromam®. Stoffet virker ved at binde sig til specielle strukturer i hjernen (GABA-receptorer). Herved hæmmes en række nerveimpulser der fremkalder angst, søvnløshed og kramper. 

## Bromam®
Bromam® er et receptpligtigt lægemiddel der markedsføres af Sandoz der er en del af Novartis International AG. Midlet fås i 3 og 6 mg af det aktive stof Bromazepam. Virkningen er beroligende, angstdæmpende og sløvende. Bivirkningerne kan være mundtørhed, hukommelsestab, åndedrætsbesvær og muskelsvaghed. Ved indtagelse indtræder virkningen i løbet af 1½ time. Stoffet er først helt ude af kroppen efter ca. 3 døgn.
Der er stor risiko for hurtig tilvænning af stoffet og midlet bør derfor anvendes med særlig forsigtighed. Stoffet er sløvende og det frarådes at man færdes i trafikken når man er påvirket. Bivirkninger ved tilvænning der indtræder hvis medicineringen stoppes vil være hyperaktivitet, problemer med at sidde stille, tanker der flyver rundt og ekstrem uro. 